# Luís Barroso Pereira
O capitão de fragata Luís Barroso Pereira (Minas Gerais, 1786 — Montevidéu, 1826) foi um historiador e militar brasileiro, falecido durante combates no conflito da Cisplatina (atual Uruguai).

## Biografia
Tomou parte na Guerra contra Artigas, nas lutas pela independência do Brasil e contra a Confederação do Equador.
Por ocasião da Guerra da Cisplatina, era comandante-chefe das forças navais portuguesas concentradas no rio da Prata. Entrou em combate com os navios argentinos 25 de Mayo (comandando pelo irlandês William Brown) e Independência, os quais tencionavam abordar a fragata Niterói (comandada pelo capitão de mar e guerra James Norton, da Marinha Imperial Brasileira). Durante o ataque noturno, porém, confundiram o alvo (fragata Niterói) com a fragata Imperatriz (comandada por Barroso). Os navios argentinos tentaram a abordagem mas foram repelidos pela tripulação da fragata Imperatriz. O capitão de fragata Luís Barroso Pereira liderou seus homens em renhida luta até tombar morto no convés de seu navio, atingido por disparos do inimigo.
Também deixou uma importante narrativa histórica da Marinha brasileira.

## Homenagem
Em homenagem ao capitão de fragata Luís Barroso Pereira, o navio de transporte de tropas Barroso Pereira - G 16 foi o primeiro navio da Marinha do Brasil a ostentar esse nome. Foi construído pelo estaleiro Ishikawajima Heavy Industries Co. Ltd., em Tóquio, no Japão. Teve sua quilha batida em 13 de dezembro de 1953, foi lançado ao mar em 7 de agosto de 1954, e entregue à Marinha do Brasil em 1 de dezembro de 1954, sendo incorporado em 22 de março de 1955. Em 3 de abril de 1995 deu baixa do serviço ativo.